# ジャン1世・ド・リュクサンブール＝リニー
ジャン1世・ド・リュクサンブール（Jean Ier de Luxembourg(-Ligny), ? - 1364年）は、中世フランスのリニー、ルシーおよびボールヴォワールの領主（1354年 - 1364年）。リニー領主ワレラン2世とその妻のギオット・ド・オーブールダンの間の息子。
1330年、フランドル伯家の分家筋にあたるリシュブール（Richebourg）の女領主アリックス・ド・ダンピエール（1346年没）と結婚し、間に以下の子女をもうけた。
- ギー（1371年没） - リニー伯、サン＝ポル伯
- ジャン（1360年没） - ルシー（英語版）領主
- ジャン（1373年没） - マインツ大司教
- アンリ（1366年没） - ケルンとカンブレーの司教座聖堂参事会員
- ワレラン（生没年不明）
- ジャック（生没年不明）
- ジャンヌ（1392年没） - サン＝ポル伯ギー5世と結婚、ラ・ロシュフコー男爵ギー8世と再婚
- マリー（1376/1382年没） - ヴォーデモン伯アンリ5世と結婚
- フィリポット（1359年没） - ラウル・ド・レーヌヴァル（Raoul Sire de Reineval）と結婚
- カトリーヌ（1366年没） - ダニエル・ド・アルウィン（Daniel de Halewyn）と結婚

最初の妻と死別後、モレー男爵ロジェ6世の娘ジャンヌ・バコンと再婚したが、間に子供はなかった。

## 引用
1. ↑  Darryl Lundy (2004年4月13日). “Ct Jean of Luxemburg in Ligny”.  thePeerage.com. 2013年1月14日閲覧。